# Oliver MacDonald
Joseph Oliver MacDonald (Paterson, 20 febbraio 1904 – Flemington, 14 aprile 1973) è stato un velocista statunitense, specializzato nei 400 metri piani.

## Palmarès
Giochi olimpici
- 1 medaglia:
  - 1 oro (staffetta 4×400 metri a Parigi 1924).